# کلر بووی
کلر بووی (فرانسوی: Claire Bové‎؛ زادهٔ ۳ ژوئن ۱۹۹۸) قایقران روئینگ زن اهل فرانسه است.
وی در مسابقات کشوری و بین‌المللی در مجموع برندهٔ ۱ مدال نقره شده‌است.